# Szczupieńczyk Dageta
Szczupieńczyk Dageta (Epiplatys dageti) – gatunek ryby z rodziny Nothobranchiidae. Bywa hodowana w akwariach.

## Występowanie
Szczupieńczyk Dageta żyje w nizinnych wodach słodkich wzdłuż wybrzeży Afryki Zachodniej – od Ghany po Gwineę.

## Warunki hodowlane
Akwarium powinno mieć minimum 60 cm długości, a podłoże powinno być z ciemnego piasku. Doskonale czuje się w cieniu roślin, jednakże potrzebuje także otwartej przestrzeni do pływania. Może przebywać z rybami ławicowymi, pielęgniczkami oraz kiryskami. Preferuje wodę miękką do średnio twardej. Temperatura wody powinna wynosić ok. 24 °C.

## Pożywienie
Szczupieńczyk Dageta żywi się młodymi rybami oraz pokarmem żywym i mrożonym.